# رادوكانيني
رادوكانيني هي قرية تقع في إقليم ياش في رومانيا وبلغ عدد سكانها 7,678 نسمة في عام 2002.